# Крышевич, Дмитрий Андреевич
Дмитрий Андреевич Крышевич (27.10.1924, Житомирская область — 15.11.1998) — командир отделения 825-го стрелкового полка, сержант — на момент представления к награждению орденом Славы 1-й степени.

## Биография
Родился 27 октября 1924 года в селе Осички Радомышльского района Житомирской области. Украинец. Окончил 7 классов. Работал в колхозе. С июля 1941 года по ноябрь 1943 года находился на временно оккупированной территории.
В ноябре 1943 года после освобождения района призван в Красную Армию и направлен автоматчиком в 825-й стрелковый полк 302-й стрелковой дивизии. Воевал на 1-м Украинском фронте. В составе 60-й армии участвовал в освобождении правобережной Украины и Польши в ходе Житомирско-Бердичевской, Ровно-Луцкой, Проскуровско-Черновицкой и Львовско-Сандомирской операций.
24 августа 1944 года автоматчик красноармеец Крышевич, действуя впереди наступающих подразделений, пересёк железнодорожное полотно у станции Грабины, атаковал боевое охранение противника в составе шести солдат и гранатами уничтожил его.
Приказом командира 114-й гвардейской стрелковой дивизии от 14 сентября 1944 года красноармеец Крышевич награждён орденом Славы 3-й степени.
Вновь отличился во время освобождения Силезского промышленного района.
В наступательных боях 4 февраля 1945 года сержант Крышевич во главе стрелкового отделения первым ворвался со своими бойцами в населённый пункт Лыски и занял два дома. Отражая контратаку превосходящих сил противника, отделение уничтожило девять противников и захватило два пулемёта. Крышевич в бою был ранен, но продолжал командовать отделением и удержал позицию до подхода подкрепления.
Приказом по 60-й армии от 14 апреля 1945 года сержант Крышевич награждён орденом Славы 2-й степени.
Вторым орденом Славы 2-й степени Д. А. Крышевич награждён 22 мая 1945 года будучи курсантом курсов младших лейтенантов 60-й армии за то, что в ходе боёв, показывая мужество и отвагу, неоднократно действовал в составе десанта на танках, сразил около взвода противников, был дважды ранен и контужен.
Указом Президиума Верховного Совета СССР от 17 февраля 1970 года Крышевич Дмитрий Андреевич был перенаграждён орденом Славы 1-й степени.
Войну закончил в Чехословакии. В апреле 1947 года старшина Крышевич демобилизован. Жил на родине. Работал бригадиром строительной бригады в колхозе «Ленинский путь».
Награждён орденами Отечественной войны 1-й степени, Славы 1-й, 2-й и 3-й степени, медалями.
Умер 15 ноября 1998 года.